# Antigua estación de autobuses de Almería
La antigua estación de autobuses de Almería se encuentra en el número 4 de la plaza de Barcelona de la ciudad española de Almería, España. Es la única construcción de la provincia de Almería que forma parte de las 20 Obras Maestras de la Arquitectura Andaluza.

## Historia
El Ayuntamiento sacó a concurso en 1947 la construcción de una estación de autobuses, muy necesaria en la ciudad. A pesar de que el primer proyecto estaba diseñado por el ingeniero Francisco Goicoechea, finalmente la estación fue proyectada en 1952 por el arquitecto almeriense Guillermo Langle Rubio. Se construyó en una zona situada fuera del casco urbano, pero se convirtió en parte de él durante el desarrollo de la ciudad en la segunda mitad del siglo XX. La construcción finalizó en el año 1962. 
En su interior también se realizaron una serie de pinturas murales de gran valor pictórico del estilo indaliano, obra del pintor almeriense Luis Cañadas, que contó para estos trabajos con la colaboración de Francisco García Jiménez (Pituco), se realizaron entre 1954 y 1955 y representa diferentes paisajes urbanos y rurales de Almería relacionados con los viajes y medios de locomoción en distintas épocas.
En 1986 se amplían y reestructuran las instalaciones bajo directrices del arquitecto José Antonio Ordaz Rebollar para dar cabida a la demanda existente en la época, en aumento.
Tras el traslado de los servicios de autobuses en la nueva Estación Intermodal inaugurada en 2005, el edificio fue restaurado por tres millones de euros, incluyendo la restauración de las pinturas murales, y posteriormente ocupado por la compañía española de distribución Mercadona, abriendo sus puertas con este nuevo uso el 6 de noviembre de 2006.

## Descripción

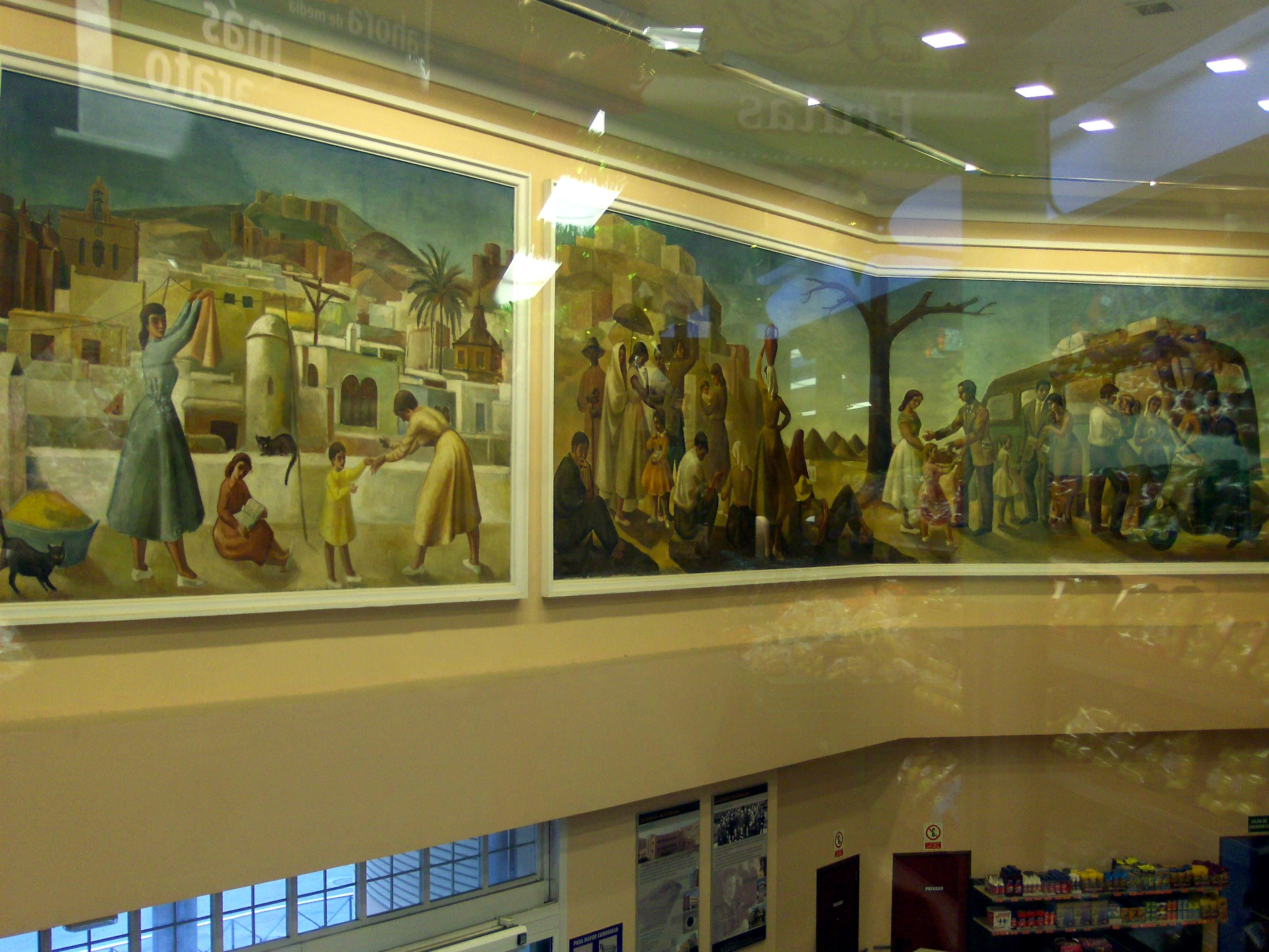
Antiguas pinturas murales de Luis Cañadas restauradas y ubicadas en el interior.

El edificio se adapta a un solar rectangular formando casi una manzana aislada. La fachada principal se sitúa en el chaflán circular de la plaza de Barcelona, pero el edificio se prolonga por la carretera de Ronda al Norte, hasta la calle Gregorio Marañón, y al oeste por la avenida de la Estación. Constituye, junto con el edificio de la antigua Asociación de Asistencia Social, una de las muestras más destacadas del racionalismo almeriense y una gran aportación arquitectónica por su modernidad en relación con el contexto político y artístico del momento. Su concepción rompe con las formas y los convencionalismos clasicistas, centrándose, fundamentalmente, en la solución de los problemas constructivos. De esta forma, marca la ruptura con el monumentalismo de la arquitectura pública e historicista de los años 1940 iniciando el camino de la arquitectura moderna y el funcionalismo arquitectónico de los años 1960.
La distribución de las instalaciones permite diferenciar un edificio principal con un diseño en esquina aprovechando el chaflán de la plaza de Barcelona, presentando los servicios propios de la estación, equipaje, tienda, bar, oficinas, etc. Y otro bloque al fondo, con las instalaciones anexas de aparcamiento, garaje, almacén, taller, lavado y engrase. Este esquema fue trastocado con una reforma posterior de la estación, que hizo desaparecer el edificio auxiliar con sus servicios, además de las taquillas originales de billetes de forma semicircular, imprimiendo un ritmo típicamente racionalista al vestíbulo, mientras que se han ampliado el número de andenes de paradas de autobuses al prolongarse la valla de cerramiento por la esquina a calle Gregorio Marañón.
El sistema constructivo muestra una estructura a base de pilares y jácenas de hormigón armado y fábrica de ladrillo, con una tipología de doble carga en esquina con patio posterior. La ventana corrida formando largos frisos, la estandarización de vanos, la marquesina volada del acceso principal, pilares exentos en la entrada, los grandes huecos de luces recorriendo el cuerpo central de la escalera creando un ritmo vertical que contrasta con la horizontalidad general del conjunto, la estructura interrumpida por planos horizontales que parecen suspendidos, el cierre y abertura de los espacios interiores; todo ello es una clara expresión de las nuevas ideas arquitectónicas de funcionalismo y racionalidad.

## Estatus patrimonial
La antigua estación de autobuses de Almería es un inmueble catalogado como específico, inscrito en el Catálogo General del Patrimonio Histórico Andaluz por Orden de 29 de octubre de 1997 de la Consejería de Cultura de la Junta de Andalucía. y goza del nivel de protección establecido para dichos bienes en la Ley 14/2007, de 26 de noviembre, del Patrimonio Histórico de Andalucía.